# Handy Board

Das Handy Board

Das Handy Board  ist ein handgroßes Mikrocontrollerboard speziell für Roboter. Es bietet eine Reihe von Anschlussmöglichkeiten und kann zum Beispiel mit Interactive C programmiert werden.
Entwickelt wurde das Handy Board von Fred Martin am MIT und darf ohne Lizenzzahlungen von jedem nachgebaut und verwendet werden.
Anwendung findet das Handy Board bei vielen Universitäten und Schulen.

## Spezifikation
- Motorola-M68HC11-Mikrocontroller
- 32 kByte Speicher